# Вики Вачи Гарденс (Флорида)
Вики Вачи Гарденс (енгл. Weeki Wachee Gardens) насељено је место без административног статуса у америчкој савезној држави Флорида.

## Демографија
По попису из 2010. године број становника је 1.146, што је 6 (0,5%) становника више него 2000. године.
| Група             | 2000.         | 2010.         |
| Белци             | 1.106 (97,0%) | 1.096 (95,6%) |
| Афроамериканци    | 2 (0,2%)      | 0 (0,0%)      |
| Азијати           | 1 (0,1%)      | 7 (0,6%)      |
| Хиспаноамериканци | 13 (1,1%)     | 29 (2,5%)     |
| Укупно            | 1.140         | 1.146         |